# Go-Momozono Tennō
Go-Momozono Tennō (後桃園天皇?) (5 de agosto de 1758 - 16 de diciembre de 1779) fue el 118° emperador de Japón según el orden tradicional de sucesión. Reinó desde el 23 de mayo de 1771 hasta su muerte en 1779. Fue sucedido por su tío tercero, Kōkaku Tennō. Su nombre personal era Hidehito (英仁).
La redacción de go- (後) en el nombre del Emperador se traduce como "posterior o tardío", por lo que también se le conoce como "Emperador posterior Momozono", "Momozono, el segundo" o "Momozono II". Go-Momozono se convirtió en emperador en 1771, pero tuvo un breve reinado que duró hasta su muerte en 1779. Los eventos durante su reinado se limitaron a una serie de calamidades naturales que ocurrieron en 1772, aparte de que la situación política con los Shōgun era tranquila. Las cosas llegaron a un punto crítico hacia el final de la vida de Go-Momozono en forma de un problema de sucesión ya que el Emperador no tenía un sucesor elegible. Como resultado, adoptó apresuradamente a un hijo en su lecho de muerte que luego se convirtió en el próximo emperador.

## Primeros años
Se hizo príncipe heredero en 1768. Dos años más tarde, en 1771, su tía, la Emperatriz Go-Sakuramachi, le cedió el trono. El emperador era enfermizo y, en 1779, murió a la edad de apenas 21 años.
Debido a que solo tenía una hija, apresuradamente adoptó un hijo de la rama Kan'in de la Familia Imperial que sería el Emperador Kōkaku. Su hija estuvo casada con el Emperador Kokak, la Princesa Imperial Yoshiko (欣子内親王).
Antes de la entrada de Go-Momozono al Trono del Crisantemo, su nombre personal (imina) era Hidehito (英 仁) El Príncipe Hidehito nació el 5 de agosto de 1758 y era el primogénito del Emperador Momozono. Después de que su padre murió en 1762, el título de Emperador fue para su tía, que se conoció como la Emperatriz Go-Sakuramachi. Hidehito fue considerado demasiado joven para convertirse en Emperador en ese momento, pero fue nombrado Príncipe Heredero y heredero 5 años después. La emperatriz Go-Sakuramachi abdicó a favor de su sobrino el 9 de enero de 1771 y el príncipe Hidehito se convirtió en emperador de inmediato.

## Como emperador
Poco más de un año había pasado en el reinado de Go-Momozono antes de que Japón fuera golpeado con "El Gran Fuego de Meiwa". El 29 de febrero de 1772, informes no oficiales describieron una franja de cenizas y cenizas de casi cinco millas de ancho y 15 millas (24 km) de largo, destruyendo 178 templos y santuarios, 127 residencias de daimyos, 878 residencias no oficiales, 8705 casas de Hatamoto y 628 bloques de viviendas comerciales, con estimaciones de más de 6,000 bajas. Toda esta devastación engendró posteriormente los costos de la reconstrucción. El año 1772 en su conjunto se llamó más tarde "año de problemas" porque estuvo marcado por una extraordinaria sucesión de calamidades naturales. Se hizo un juego de palabras contemporáneo que vinculaba las palabras "Meiwa" + "ku" (que significa "Meiwa 9", es decir, el año 1772 según el calendario de la era) y la palabra similar al sonido "meiwaku" (que significa "desgracia" o " molestia "). Además del incendio, una tormenta azotó la región de Kantō, causando inundaciones y arruinando los cultivos. Otra tormenta trajo inundaciones y fuertes vientos a la región de Kantō, destruyendo aproximadamente 4000 casas solo en Edo (actual Tokio). El nombre de la era se cambió a fin de año a Anei (que significa "tranquilidad eterna"); pero este acto simbólico demostró ser inútil. Las enfermedades epidémicas se extendieron por todo el país en 1775, lo que resultó en 190,000 muertes estimadas en Edo.

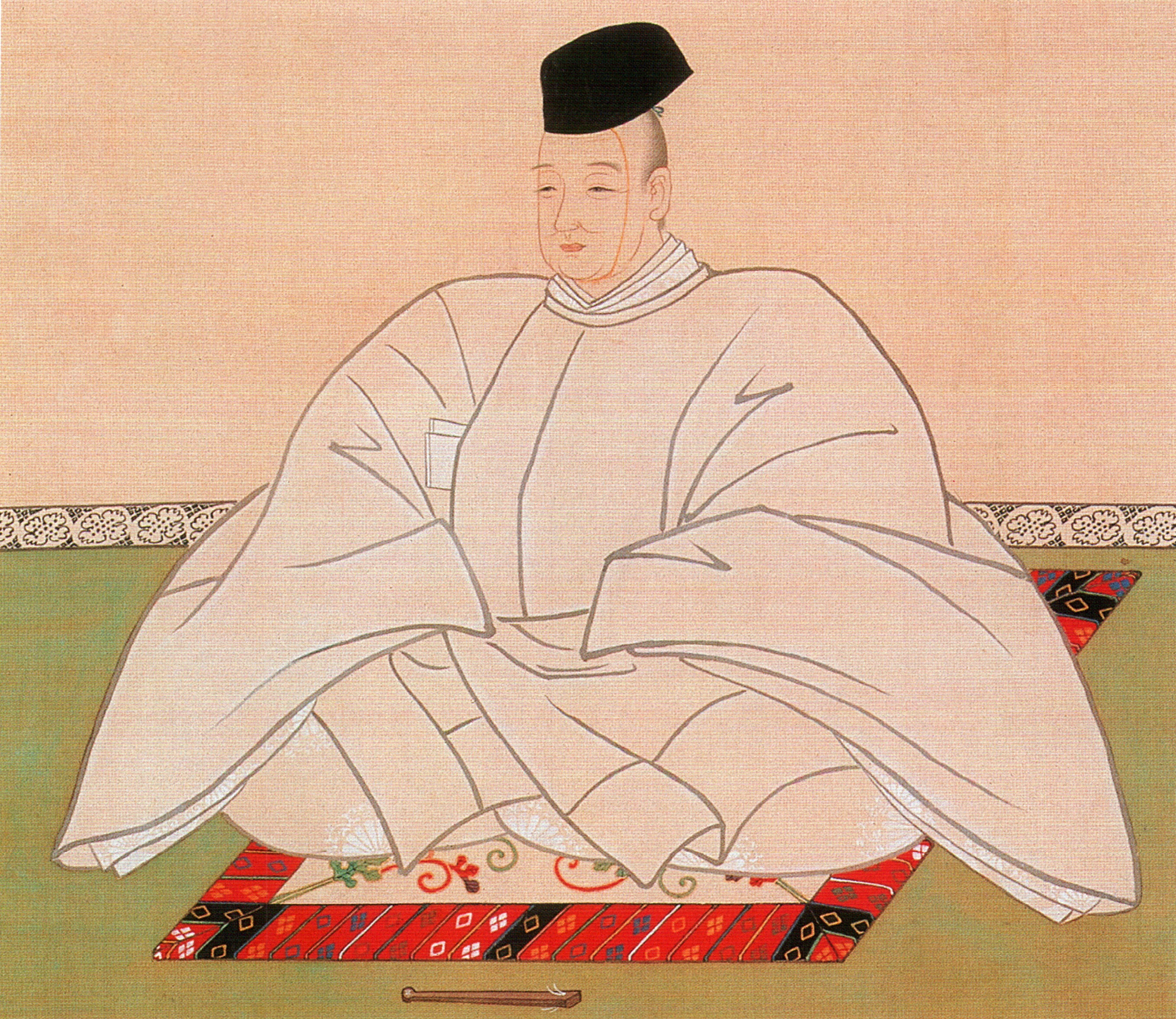
Emperador Kokaku, sucesor elegido de Go-Momozono Tenno

### Problema de sucesión y muerte
La familia imperial de Go-Momozono vivía con él en el Dairi del Palacio Heian, nunca se casó oficialmente y solo tuvo hijos con una dama de la corte llamada Konoe Koreko (近衛 維 子). Esta familia incluía al menos 2 hijos que murieron en la infancia y una hija de 10 meses en el momento de la muerte prematura del Emperador. El emperador Go-Momozono se enfermó en 1779, pero su hija no era elegible para convertirse en emperatriz debido a su edad. Cuando quedó claro que el Emperador no sobreviviría, su tía, la ex Emperatriz Go-Sakuramachi, lo hizo adoptar a un hijo en su lecho de muerte. El hijo adoptivo era de la rama Kan'in de la familia imperial, y se convertiría en el próximo emperador. Go-Momozono murió el 16 de diciembre de 1779 a la edad de 21 años y su hijo adoptivo, el Príncipe Morohito, se convirtió en el Emperador Kōkaku al año siguiente. La única hija de Go-Momozono, la princesa Yoshiko, se convertiría más tarde en la esposa principal de Kōkaku (chūgū).

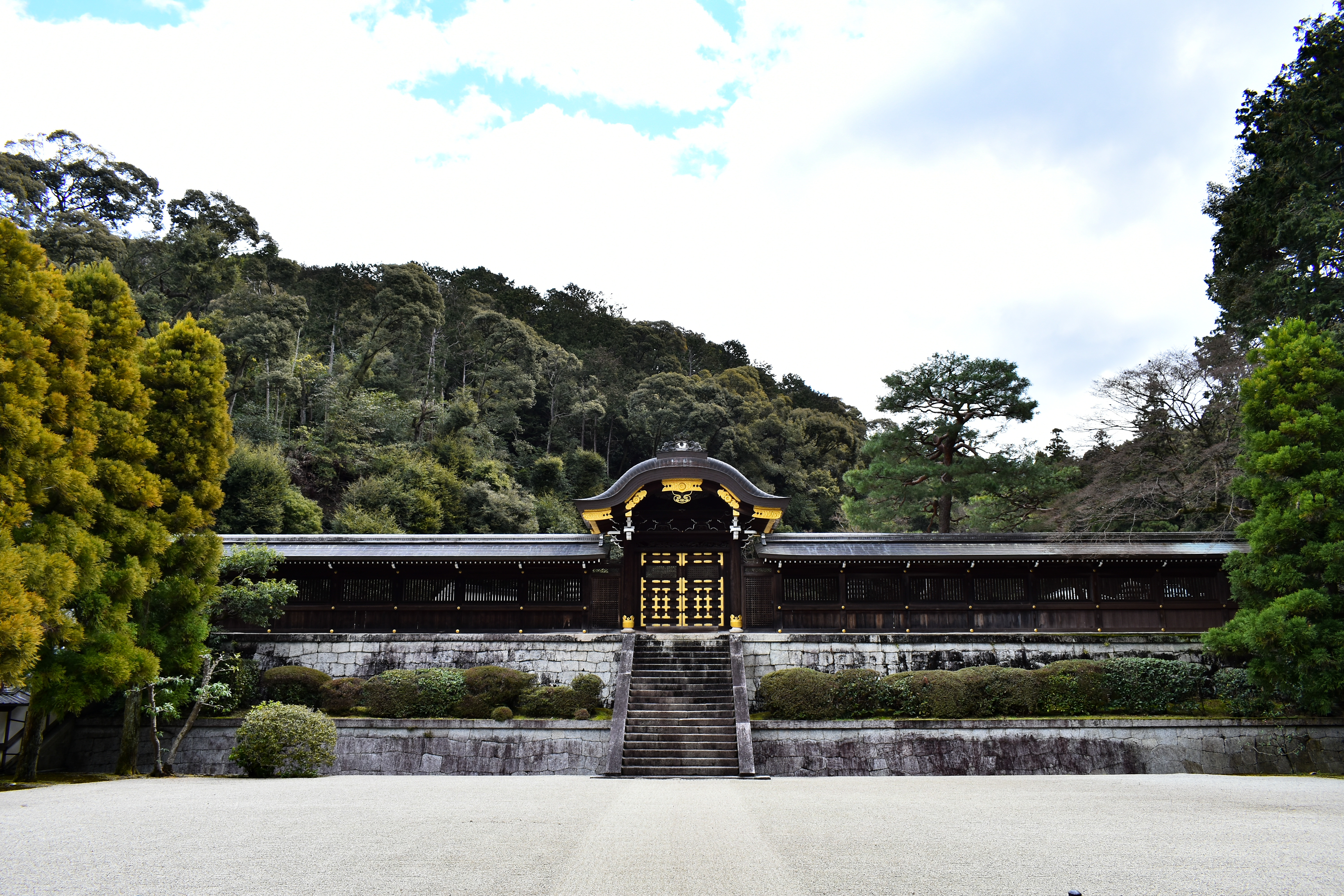
Mausoleo Imperial Tsukinowa no Misasagi, en el interior de Sennyu-ji

El kami de Go-Momozono está consagrado en el mausoleo imperial, Tsuki no wa no misasagi, en Sennyū-ji en Higashiyama-ku, Kioto. También están consagrados en esta ubicación los predecesores imperiales inmediatos de este Emperador desde el Emperador Go-Mizunoo: Meishō, Go-Kōmyō, Go-Sai, Reigen, Higashiyama, Nakamikado, Sakuramachi, Momozono y Go-Sakuramachi. El complejo del santuario también abarca la misasagi de tres de los sucesores inmediatos de Go-Momozono: Kōkaku, Ninkō y Kōmei.

## Eras de su reinado
Los años del reinado de Go-Momozono se identifican más específicamente por más de un nombre de era: Mientras que Kugyō (公卿) es un término colectivo para los muy pocos hombres más poderosos unidos a la corte del Emperador de Japón en las eras anteriores a la Meiji. Incluso durante aquellos años en que la influencia real de la corte fuera de los muros del palacio fue mínima, la organización jerárquica persistió. En general, este grupo de élite incluía solo de tres a cuatro hombres a la vez. Eran cortesanos hereditarios cuya experiencia y antecedentes los habrían llevado al pináculo de la carrera de una vida. Durante el reinado de Go-Momozono, este vértice del Daijō-kan incluyó: Sadaijin, Udaijin, Naidaijin y Dainagon.
Las siguientes eras ocurrieron durante el reinado de Go-Momozono:
- Meiwa (1764–1772)
- An'ei (1772–1781)

## Genealogía
- Hija única: Princesa imperial Kinko (欣子内親王)- Después esposa principal del emperador Kokaku (chūgū), Yoshiko (?, 欣子内親王).
- Hijo adoptivo: Príncipe imperial Tomohito (兼仁親王) (Emperador Kōkaku, sexto hijo del Príncipe imperial Kan'in-no-miya Sukehito).